# 정진수 (강사)
정진수는 대한민국 sns강사이다.
인스타그램 마케팅 관련 책을 국내에서 최초로 집필 했으며, 
현재 sns분야에 13권에 책을 집필한 작가이다.

## 학력
- 한세대학교 졸업

## 생애
2016년 인스타그램으로 sns마케팅을 선점하라로 작가로 등단하였다.

## 저서
- 인스타그램으로 sns마케팅을 선점하라(나비의활주로)
- 실전인스타그램 마케팅 (나비의활주로)
- sns마케팅 한방에 따라잡기(비지니스맵)
- 크리에이터의 시대 2019 SNS 트렌드를 읽다(천그루숲)
- 결과로 말하는 고수들의 실전 sns(나비의활주로)
- 네이버 블로그&포스트 만들기(한빛미디어)
- 인스타그램 마케팅 잘하는 사람은 이렇게 합니다(나비의활주로)
- 똑똑한 유튜버는 스마트폰으로 합니다(나비의활주로)
- 고수의 스마트폰엔 특별한 앱이 있다(나비의활주로)
- 네이버 스마트스토어 마케팅 시작하기(한빛미디어)
- 대한민국 배달 장사의 정석(비즈니스맵)
- 1등은 당신처럼 SNS 하지 않는다(나비의활주로)

### 약력
- 감성컴퍼니 대표
- 창원문성대학교 겸임교수
- 한국관광공사 자문위원
- 뉴질랜드교육진흥청 자문위원